# Frederick Wordsworth Ward

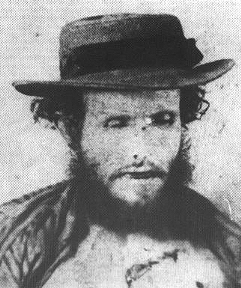
Frederick Wordsworth Ward

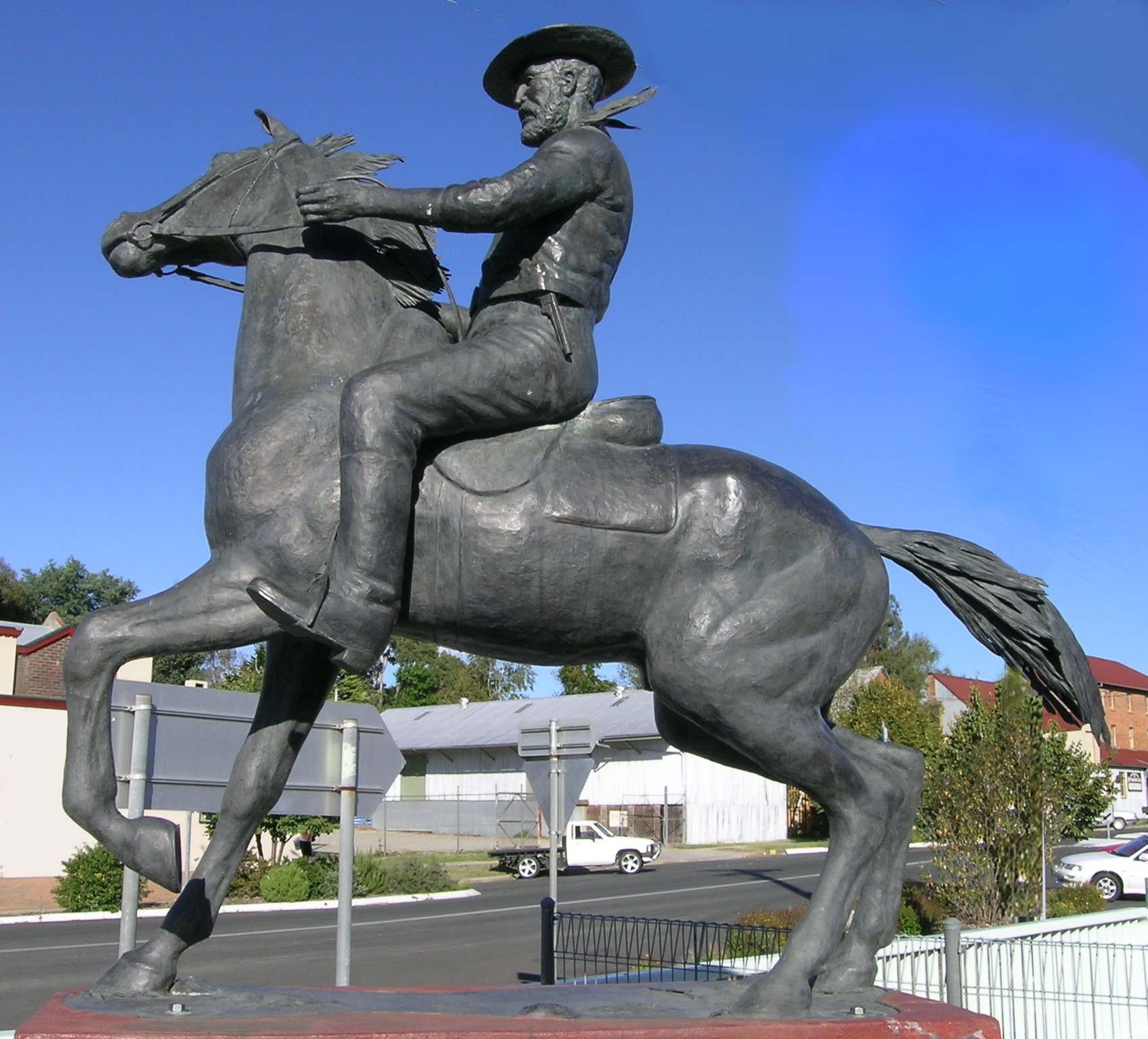
Pomnik Thunderbolta w Uralla

Frederick Wordsworth Ward (Kapitan Thunderbolt; ur. 1835 w Wilberforce, zm. 25 maja 1870 w Uralla) – australijski przestępca, popełnił ponad 200 przestępstw, w północnej części stanu Nowa Południowa Walia, głównie napady rabunkowe i kradzieże koni.
W 1856 roku został aresztowany za kradzież koni, skazany na 10 lat ciężkich robót i osadzony na Cockatoo Island. Zwolniony warunkowo (Ticket of leave) po czterech latach za dobre sprawowanie, pojechał w okolice Mudgee do swojej matki. W 1860 roku ożenił się z Mary Ann Bugg. Ponownie oskarżony, został aresztowany i osadzony dla odbycia reszty kary i dodatkowo skazany na cztery lata w Cockatoo Island. 11 września 1863 roku, ucieka z więzienia dzięki pomocy żony. Od tego momentu staje się jednym z najgroźniejszych przestępców Australii w XIX wieku. Dokonuje licznych rozbojów, napadów i kradzieży. Poszukiwany i ścigany na niespotykaną do tej pory skalę. Wokół jego osoby narastają liczne legendy. Otrzymuje przydomek Kapitan Thunderbolt (Piorun). W tym okresie dokonuje ponad 200 przestępstw. 25 maja 1870 roku po napadzie rabunkowym w okolicy Uralla, został zastrzelony przez Constablea Walkera. Pochowany jest w miejscowości Uralla.
Według rodzinnej legendy, Frederick Ward nigdy nie został zastrzelony.
W Uralla wystawiono pomnik Thunderbolta, w miejscowym muzeum znajduje się wystawa poświęcona życiu i śmierci Warda, przydomkiem jego nazwano drogę – Thunderbolts Way, z Gloucester przez Walcha, Uralla, Bundarra do Inverell.